# Красноармейская улица (Владикавказ)
Красноарме́йская у́лица — улица во Владикавказе, Северная Осетия, Россия. Находится в Промышленном муниципальном округе между улицами Льва Толстого и Титова. Начинается от улицы Льва Толстого.
Улица сформировалась в середине XIX века. Впервые отмечена как улица «Офицерская» на плане Владикавказа «Карты Кавказского края». Упоминается под этим же названием в Перечне улиц, площадей и переулков от 1911 года.
В 1926 году отмечена в Перечне улиц Владикавказа как улица «Красноармейская».

## Достопримечательности
Объекты культурного наследия
- д. 1 — памятник истории. Дом, где в 1950—1960 гг. жил заслуженный врач СОАСС, хирург Солтанбек Савельевич Ханаев[4];
- . 14 — памятник истории. Дом, где в 1951—1954 гг. жил писатель Умар Абадиевич Богазов[4].